# Jean Margraff
Jean Margraff, född 17 februari 1876 i Graçay, död 11 februari 1959 i Lunéville, var en fransk fäktare.
Margraff blev olympisk silvermedaljör i sabel vid sommarspelen 1920 i Antwerpen.